# بلاموتی
بلاموتی (به لاتین: Belamoty) یک منطقهٔ مسکونی در ماداگاسکار است که در بخش بتیوکی-آتسیمو واقع شده‌است. بلاموتی ۱۹٬۰۰۰ نفر جمعیت دارد و ۱۵۶ متر بالاتر از سطح دریا واقع شده‌است.